# Znaménko permutace
Znaménko permutace (značené obvykle jako sgn(σ), též označováno jako parita permutace) je charakteristika konkrétní permutace (seřazení množiny čísel), která vyjadřuje, zda je počet inverzí této permutace (počet prvků prohozených oproti seřazené posloupnosti) sudý či lichý. Vyjadřuje se čísly ±1 či pouze příslušným znaménkem +/-: sudý počet inverzí odpovídá kladnému znaménku, lichý zápornému. Tuto vlastnost lze zapsat tak, že
sgn(σ) = (−1)n,
kde n je počet inverzí permutace, nebo počet cyklů sudé délky.

## Definice inverze
Inverze v permutaci p je dvojice prvků a, b taková, že a < b a zároveň p(a) > p(b).

## Příklad
Permutace je bijektivní funkce z konečné množiny na sebe samu. Můžeme ji zapsat jako dvouřádkovou matici:
{\displaystyle {\begin{pmatrix}a&b&c&d\\\sigma (a)&\sigma (b)&\sigma (c)&\sigma (d)\end{pmatrix}}}
např. matice
{\displaystyle {\begin{pmatrix}1&2&3&4\\1&2&3&4\end{pmatrix}}}
má počet inverzí 0, proto bude znaménko +. Pro jinou permutaci
{\displaystyle {\begin{pmatrix}1&2&3&4\\2&3&1&4\end{pmatrix}}}
platí:
{\displaystyle 1<2<3<4;(1<3;1<4;2<4)}, potom permutace:
{\displaystyle 2<3>1<4;(2>1;3>1)} - obě inverze jsou uvedené v závorce
má dvě inverze a znaménko bude +.

## Alternativní výpočet
Znaménko permutace lze také vypočítat tak, že za n ve vzorci dosadíme počet cyklů sudé délky.
Permutaci zapsanou ve formě matice:
{\displaystyle {\begin{pmatrix}1&2&3&4\\2&3&1&4\end{pmatrix}}}
lze také zapsat pomocí cyklů:
{\displaystyle (1,2,3)(4)}
Ze zápisu pomocí cyklů vidíme, že počet cyklů sudé délky je roven 0. Dosadíme tedy do vzorce:
sgn(σ) = (−1)0 = 1
výsledek je kladný, znaménko je tedy +.

## Vlastnosti
Jsou-li {\displaystyle \pi _{1}} a {\displaystyle \pi _{2}} dvě permutace na množině {\displaystyle M}, pak znaménko permutace jejich složení je rovno součinu znamének jednotlivých permutací, tedy
{\displaystyle \operatorname {sgn} {(\pi _{1}\circ \pi _{2})}={\operatorname {sgn}(\pi _{1})}\;{\operatorname {sgn}(\pi _{2})}}
Znaménko inverzní permutace je určeno jako
{\displaystyle \operatorname {sgn} \pi ^{-1}=\operatorname {sgn} \pi }
Je-li permutace {\displaystyle \pi } součinem nezávislých cyklů {\displaystyle \pi =\pi _{1}\circ \pi _{2}\circ ...\circ \pi _{m}}, kde každý z cyklů {\displaystyle \pi _{i}} má délku {\displaystyle k_{i}+1}, pak
{\displaystyle \operatorname {sgn} \pi =\Pi _{i=1}^{m}{(-1)}^{k_{i}}={(-1)}^{\sum _{i=1}^{m}k_{i}}}